# Чернышёва, Надежда Петровна
Наде́жда Петро́вна Черныше́ва (род. 21 марта 1951, Казань, СССР) — советская гребчиха, чемпионка Европы, 5-кратная победительница чемпионатов СССР, серебряный призёр Олимпийских игр.

## Карьера
На Олимпиаде в Монреале Надежда в составе парной четвёрки с рулевым вместе с Галиной Ермолаевой,  Мирой Брюниной, Ларисой Поповой и Анной Кондрашиной завоевала серебряную медаль.